# Громова Марія Ігорівна
Марія Ігорівна Громова  (рос. Мария Игоревна Громова, 20 липня 1984) — російська спортсменка, спеціалістка з синхронного плавання, олімпійська чемпіонка.

## Виступи на Олімпіадах
| Олімпіада   | Дисципліна | Місце |
| ----------- | ---------- | ----- |
| Афіни 2004  | командні   | 1     |
| Пекін 2008  | командні   | 1     |
| Лондон 2012 | командні   | 1     |